# 浦辺粂子
浦辺 粂子（うらべ くめこ、1902年〈明治35年〉10月5日 - 1989年〈平成元年〉10月26日）は、日本の女優。本名は木村 くめ。
浅草オペラや旅回りの一座を経て日活京都撮影所に入り、『清作の妻』『塵境』『お澄と母』などに主演し性格女優として人気を博した。その後は日本を代表する老け役として活躍し、60年以上の女優生活の中で300本以上の映画に出演した。晩年は、おばあちゃんアイドルとしてテレビのバラエティ番組にも多く出演した。上記以外の主な出演作に『稲妻』『雁』『赤線地帯』『私は二歳』など。

## 来歴・人物

### 生い立ち
1902年（明治35年）10月5日、静岡県賀茂郡下田町（現在の下田市）に生まれる。父・啓忠は臨済宗建長寺派・長松山泰平寺の住職で、母・はなはその後添い。3歳上の異父姉がいたが、幼時に病没したので1人娘として育つ。
1909年（明治42年）、父が河津町見高の洞雲山隠了寺へ移ったため、見高入谷尋常小学校に入学する。母の姉が東京の明治座で吉野屋という売店を経営しており、いつも演芸雑誌や芝居の絵番付を送って貰っていたことから芝居好きとなる。5年生の頃は、隣の稲取町にかかった連鎖劇（無声映画と舞台劇を組み合わせた劇）に心を奪われ、今井浜で近所の子を集めては芝居ごっこに熱中していた。
1914年（大正3年）、父が駿東郡金岡村字岡宮（現在の沼津市岡宮）の妙心寺派・仏日山常照寺に移るにともなって、金岡尋常高等小学校に転校。1917年（大正6年）に高等科を卒業して、私立の沼津女学校に進学する。沼津へ移ると乗り物の便が良くなり、休日には母に連れられ芝居見物に上京するようになる。明治座で市川左團次、本郷座で新派合同劇、新富座で中村鴈治郎、歌舞伎座で中村歌右衛門などを観るうち通になり、明治座で松井須磨子の『復活』を観るうち女優に憧れるが、かつて観た連鎖劇の影響で、活動写真の女優を夢見るようになる。1917年８月、高木徳子一座の楽長だった鈴木康義と宝塚少女歌劇の舞台教師だった西本朝春が結成した東京少女歌劇団の一員となり、一条粂子を名乗る。同期に英百合子、明石須磨子、上野一枝、貴島田鶴子、千種百々代らがいた。

### 女優の道へ
1919年（大正8年）、女学校を中退して女優になろうと決意するが、厳格な父に猛反対される。そこで父には内緒で、母を口説いて20円の金を借りて家出する。女優への足がかりとして、沼津に来ていた奇術の松旭斎天外一座に加わって遠山みどりの芸名で一座とともに全国を巡業するが、下ごしらえばかりで給金は貰えず、なかなか旅費が工面できなかった。
1921年（大正10年）春、山梨県大月に来たとき、やっと一座を抜けて上京する。日活向島撮影所を訪ね、門衛に女優志願を告げると門前払いをくらい、仕方なく浅草の根岸歌劇団のオペラ小屋・金龍館に入ると、楽屋口に女優募集の貼り紙があり、即座に応募して採用される。奇術一座時代の芸名でコーラスガールとして舞台に立つが、田谷力三からは「君は素質もないし、器量も良くないから、家に帰った方がいいよ」と言われた。やがて芸名を静浦ちどりと変え、役が付いてきたが、6ヶ月を過ぎたころ、音楽部員でチェロを弾いていた外山千里の口利きで、大阪の浪華少女歌劇団に入団する。遠山ちどりの芸名でお伽劇や舞踊劇に出演し、ここで後に溝口健二夫人となる嵯峨千枝子と出会い、「サガチー」「トーチー」とあだ名で呼び合う仲となる。
1922年（大正11年）、歌劇団を退団して上京。外山の世話で3月から上野公園で催された平和記念東京博覧会に余興として出演していた平和歌劇団に入り、再び静浦ちどりの芸名で舞台に立つ。博覧会が終わると、ここで仲間となった杉寛に誘われ、旅回りの新派一座と合同のオペレッタ一座に加わる。横須賀へ巡業した際、新派の女優に活動写真出演を誘われ、高田馬場にあった小松商会という町工場程度の撮影所を持った会社に入社する。月給は40円。監督の波多野安正と夫人の松本静子と親しくなり、演技の勉強のため彼らの勧めで、撮影が終わると早稲田の近くの小劇場で常打ちしている玉椿道場という新派一座にも出演するようになる。
1923年（大正12年）、小松商会の撮影所は解散。思いあぐねていたところ、易者から「このまま東京にいると死ぬか大怪我する」と言われ（実際、この年の9月1日に関東大震災が起こった）、昔の仲間もいることから大阪へ向かい、京都で旗揚げした沢モリノ一座に入る。一座は不入り続きで解散寸前だったが、一座ぐるみ新京極の中座へ契約され、新派の筒井徳二郎一座と合同公演をする。そのうち、筒井一座の娘役が急病で倒れその代役に立ったところ、座長に認められて筒井一座に移る。同年7月から名古屋公演に同行、新聞の演芸欄に名前が載るようになる。

### 日活へ
同年8月、当時日活の装置部にいた波多野安正から日活京都撮影所の女優採用試験を受けるよう薦められ、同撮影所に入社する。池永浩久撮影所長から「ちどり（千鳥）なんて、波間に漂っている宿無し鳥で縁起が悪い。静浦の浦を残して浦辺、それに本名のくめは縁起がいいから、子をつけて粂子」と改名を言渡され、芸名を浦辺粂子とした。同年公開の尾上松之助主演『馬子唄』がデビュー作となり、日活旧劇女優としては岩井咲子に続く第2号ということになったが、ついた役は女中や腰元ばかりであった。同年11月、日活向島撮影所が閉鎖され、向島の所属者が京都撮影所に合流して、第二部の名称で現代劇部が設立されると、浦辺も第二部へ移る。
1924年（大正13年）、村田実監督の『お光と清三郎』、細山喜代松監督の『街の物語』に端役でテスト出演して合格し、村田監督・吉田絃二郎原作の『清作の妻』でヒロイン・お兼役に起用される。村の模範青年・清作と結婚して村人から白い眼で見られていた妾上がりのお兼は、清作の2度目の出征を嫌がって彼の眼をかんざしで突き刺すが、刑期を終えて出所すると村人の反目が激しくなり、夫と自殺を遂げる、という物語で、映画経験も浅く無名だった粂子はこの難役を見事に演じきり、一躍性格女優として注目を浴びた。

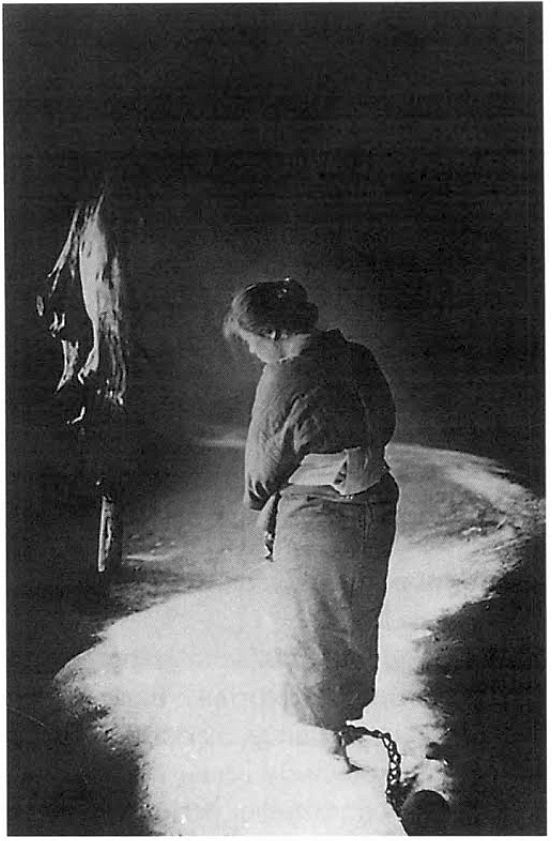
映画「清作の妻」

続いて溝口健二監督の『塵境』で鈴木傳明の相手役を務め、流し芸人のお松を演じる。この演技で古川緑波に「誇張ではない。この映画における浦辺粂子嬢の演技を見た時、日本にもこれだけ演れる女優がいてくれたかと、涙ぐましいほど嬉しかった。立派な演技である」（『キネマ旬報』第160号）と絶賛され、演技派スターとしての地位を決定づけた。ブラスコ・イバニェスの小説を翻案した村田監督の『お澄と母』では、貧窮の生活から逃れようと芸者になり、金持ちの妾となって哀れな母を捨てるという虚栄のドライ娘を好演。女の執念をはらんだエゴイスティックな女性という至難の役どころを的確に演じた。

### 結婚・日活退社

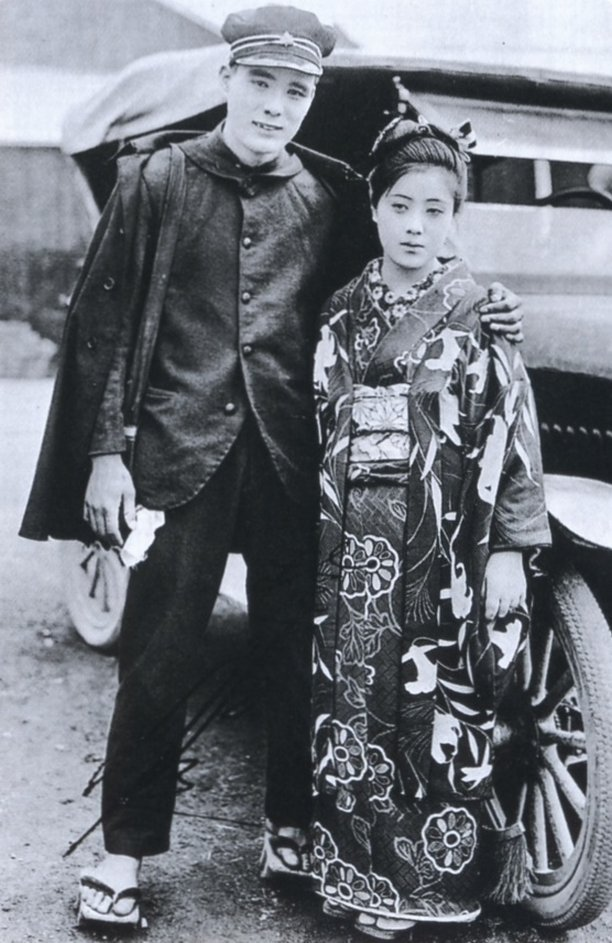
「金色夜叉」1924年鈴木伝明と浦辺粂子（右）

その後も粂子は村田監督の『金色夜叉』、溝口監督の『曲馬団の女王』『乃木大将と熊さん』、三枝源次郎監督の『愛の岐路』『吉岡大佐』、阿部豊監督の『人形の家』などに出演。

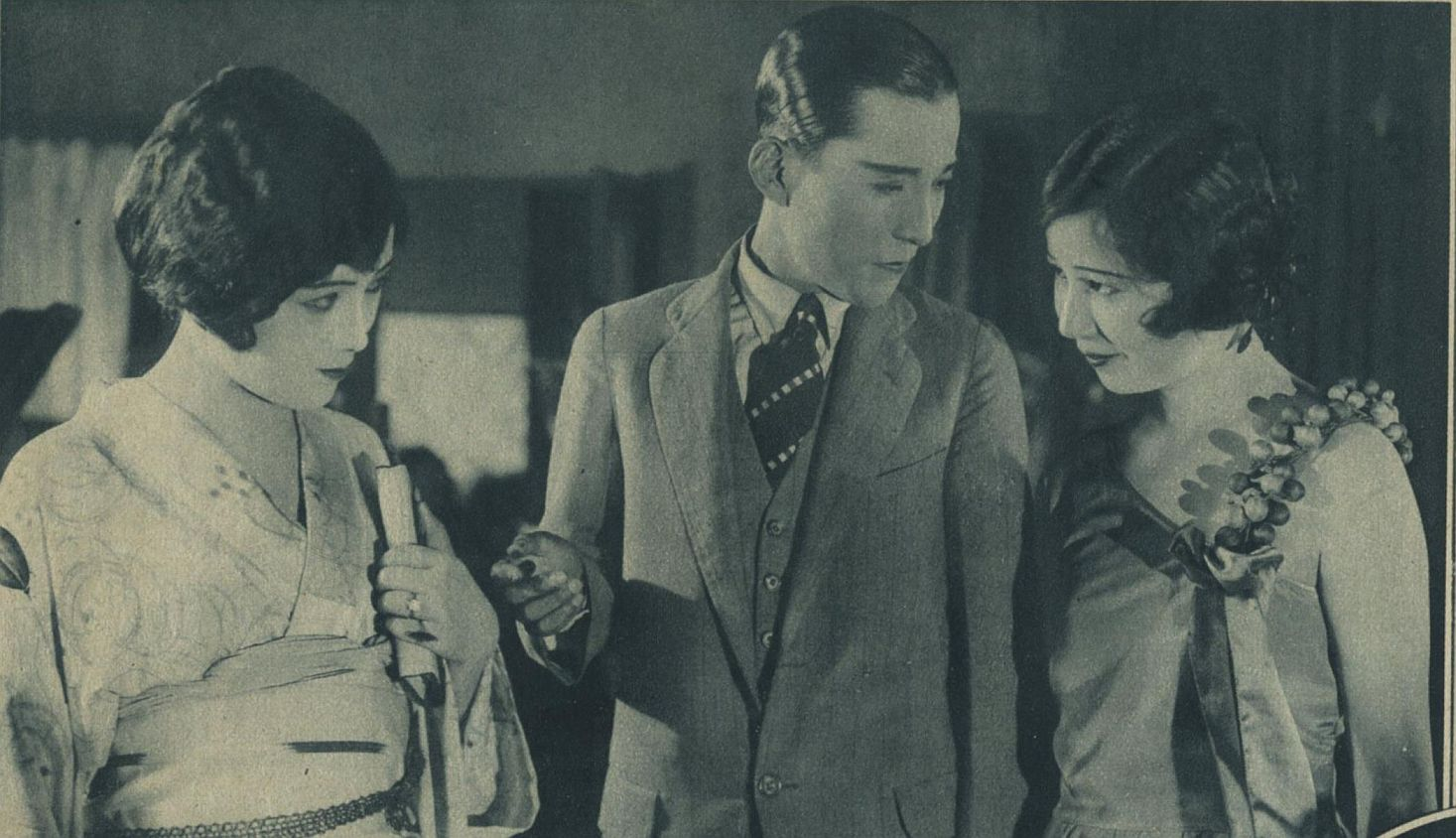
映画「人形の家」左から浦辺粂子、岡田時彦、夏川静江 （1927年）

性格女優としてだけでなく、人気スターとしても酒井米子・沢村春子に次ぐ存在となる。1928年（昭和3年）10月23日、京都の資産家の息子である上野興一と結婚、これを理由に翌1929年（昭和4年）に日活を退社する。しかし、夫婦で競馬狂いになり、結婚生活は1年で破綻、1930年（昭和5年）4月に離婚する。日活企画部にいた波多野に身の振り方を相談すると池永所長に会うように言われ、日活太秦撮影所へ行くと、粂子の腕を惜しんでいた池永が即座に復帰を求め、ただちに日活に再入社する。復社初出演は入江たか子主演の『未果てぬ夢』で、溝口監督の『唐人お吉』では発狂して死ぬお松、『しかも我等は行く』では男を渡り歩いた女の若い時と中年の2つの年代を演じ、心理的表現の巧みさを評価された。
1932年（昭和7年）、日活大争議が発生し伊藤大輔、内田吐夢らと「七人組」で退社した村田監督に同脚して日活を退社し、入江ぷろだくしょんに入社。阿部監督の『光・罪と共に』『須磨の仇浪』などに助演し、溝口監督の『瀧の白糸』では、女水芸師一座の下座の三味線弾きで夜鷹になるお銀という悪女を演じ本領を発揮する。

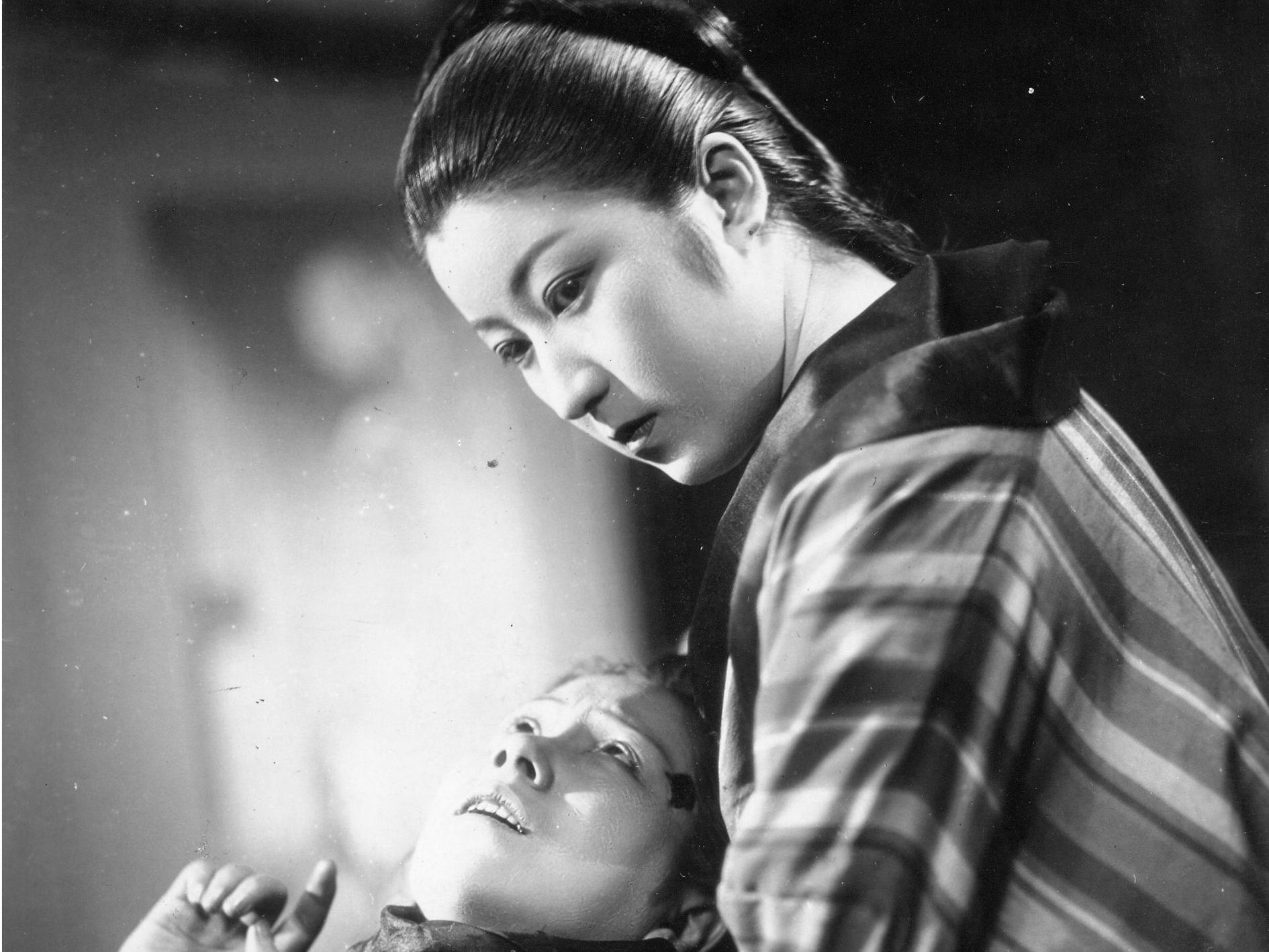
「瀧の白糸」1933年入江たか子と浦辺粂子（左）

1933年（昭和8年）7月、新興キネマ太秦撮影所に入社し多数の作品に助演、やがて東京撮影所の作品にも出演する。1942年（昭和17年）、新興キネマは戦時下の企業統合で大映となり、粂子も引き続き大映所属となった。

### 戦後
戦後は確かな演技力を買われて他社の作品にも多く出演し、老け役女優として活躍する。成瀬巳喜男監督の『稲妻』では、父親の異なる4人の子供を育て、生活の落ち着かない子供らに振り回されながらも愛情を注ぐ母親を演じ、庶民の生活を心憎いばかりに表出、同じく成瀬監督の『あにいもうと』でも母親役を好演。成瀬作品ではほかにも『ひき逃げ』『乱れ雲』などに出演している。豊田四郎監督の『雁』では、貧しい娘を妾宅に囲う高利貸しの女房を演じ、生活に疲れた女の底にギラつく嫉妬心を抑えた演技で表現、戦前から持ち味とした女の執念のすさまじさを、さらに年季の入った巧技で見せた。

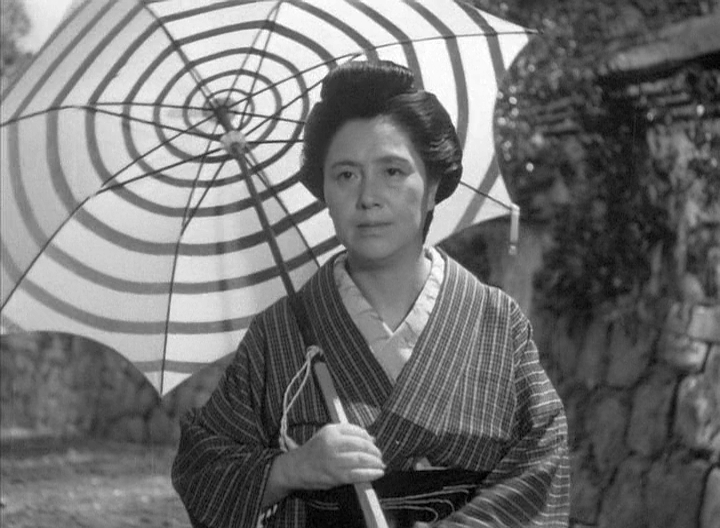
映画「雁」 (1953年)

市川崑監督の『私は二歳』で赤ん坊の世話を焼く祖母役で出演するなど、やさしい老母・祖母を演じることが多いが、川頭義郎監督の『青空よいつまでも』の祖母役のように、嫁をいじめぬく憎まれ婆さんの役でも絶妙の巧味を見せた。ほか、黒澤明監督の『生きる』、五所平之助監督の『煙突の見える場所』、木下惠介監督の『野菊の如き君なりき』、小津安二郎監督の『早春』『浮草』、溝口監督の『赤線地帯』、市川監督の『日本橋』、伊藤大輔監督の『切られ与三郎』、豊田監督の『恍惚の人』などに脇役出演した。1971年（昭和46年）、大映が倒産してからはフリーとなる。

### おばあちゃんアイドル
1980年代になると、バラエティー番組にて「おばあちゃんアイドル」として人気を呼んだ。
タレントの片岡鶴太郎やタモリによくモノマネされたこともあり、特に「ネタがすぐバレる手品」などは有名だった。
そして『ライオンのいただきます』では塩沢とき等とともに常連ゲストとして知られた。
1984年（昭和59年）11月21日、「わたし歌手になりましたよ」（テイチク・RE-651）で82歳にして歌手デビューを果たす。これは、1992年（平成4年）にきんさんぎんさんに抜かれるまで日本での最高齢レコードデビュー記録でもあった。

### 不慮の事故・死去
ところが1989年（平成元年）10月25日午前7時55分頃、東京都渋谷区の自宅で湯を沸かそうとした際に和服の袂にコンロの火が引火、火だるまとなり全身に大火傷を負って自宅前の道路で倒れている姿を発見され病院へと緊急搬送された。治療もむなしく翌日午前0時30分、搬送先の東京医科大学病院で大火傷による多臓器不全のため死去した。87歳没。全身の約70%にやけどを負っていたという。
粂子は1986年（昭和61年）10月にも自宅の階段で脚を踏み外して転落し、1階の床に前頭部を強打して出血をする事故を起こしたことがあった。だが、粂子は一人暮らしで仕事がオフだったため、近隣の住民に発見されたのは3日後だった。発見者の話によると、「毎朝、元気に“おはよう”って言ってくる浦辺さんが2日前から外に出てこない。変だと思って玄関を開けたら、血まみれで倒れていた」と言っている。
この一件を機に粂子は足腰が極端に弱ったため、事務所関係者の中には老人ホームへの入院を勧める人もいたが、粂子はこれを拒み続けたという。それでも事務所の粘り強い説得により週何度かは家政婦が自宅を訪れ、様子を見たり身の回りの世話をしたりする程度のことは行っていた。粂子が大火傷を負う事故に遭ったその日も午後から家政婦が訪れる予定だったという。
病院で粂子と対面した浅香光代が「顔はやけどの損傷がひどくかわいそうでした」と沈痛な面持ちで語り、「階段から落ちて大けがをした時に“私の家に来ませんか?”と勧めてみましたが、かたくなに拒否されました。一度結婚なさって別れてからは“人間生まれるときもひとり、死ぬ時もひとり”が口癖でした」と肩を落として語っている。また、清川虹子も「あれだけみんなを楽しませてくれた人が、あんな死に方をしなければいけないかと思うと、とてもつらいです」と語っている。

## その他
- 約76年周期で地球に再接近するハレー彗星を幼少時に見ていたといい、1986年（昭和61年）の接近時には「子供の頃に見たから、今年で2度目だ」と語っている。
- 趣味は競輪と麻雀と手品。競輪は小津安二郎から手ほどきを受けてのめりこみ、競輪場へは「顔パス」で来賓席に来場するのが常だったという[13]。手品は出演するバラエティ番組で披露することが度々あった。手品は1970年代中頃から始め、「退屈な結婚披露宴のスピーチに代わるものはないかと（知り合いの）医者に相談したところ、手品をやれば皆が見るよと勧められた」旨を、1980年6年18日に出演した『徹子の部屋』で語っている。
- 女優であること、そして芸名である「浦辺粂子」に強い愛着と誇りを持っていた。紫綬褒章の授賞式において本名で呼ばれた際にひどく立腹し、「この賞は浦辺粂子がもらったものです。」と怒りを露わにあいさつしたという。
- 結婚していた時期があったにもかかわらず、家事はほとんどできず、できたのは「コンロでの湯沸かし」だけであった。死因となった火傷はこの湯沸かしの際にコンロの火が寝巻に燃え移ったためにおこったものであった。

## 受賞・受章歴
- 1952年：大映賞『稲妻』
- 1966年：紫綬褒章
- 1977年：第1回山路ふみ子映画功労賞
- 1984年：ゆうもあ大賞

## 出演作品

### 映画
☆印は溝口健二監督作品
- 清作の妻（1924年、日活） - お兼
- ☆塵境（1924年、日活） - お松
- 金色夜叉（1924年、日活） - お宮
- お澄と母（1924年、日活） - お澄
- ☆恋を断つ斧（1924年、日活） - 若妻真珠子、析立千浪
- ☆曲馬団の女王（1924年、日活） - スペインの鳩
- ☆噫特務艦関東（1925年、日活） - 村の娘
- ☆無銭不戦（1925年、日活） - 燕娘
- 法を慕ふ女（1925年、日活） - 由利子
- ☆人間 前後篇（1925年、日活） - 雪枝
- ☆乃木将軍と熊さん（1925年、日活） - 熊の女房・お由
- 日輪 前後篇（1926年、日活） - 女工お咲
- 人形の家（1927年、日活） - 林田美弥子
- 弥次㐂多（1927年、日活） - お徳
- ☆唐人お吉（1930年、日活） - お松
- ☆しかも彼等は行く（1931年、日活） - 篤子の母
- 殉教血史 日本二十六聖人（1931年、日活） - アントニヨの母お久
- 心の日月 烈日篇・月光篇（1931年、日活） - 渡辺洋子
- ☆瀧の白糸（1933年、入江プロ） - お銀
- ☆祇園祭（1933年、新興キネマ） - お兼
- ひよどり草紙（1933年、新興キネマ） - くぐつのお仙
- 月よりの使者（1934年、新興キネマ） - 女看守
- 世紀の青空（1934年、高田プロ） - 女房おかね
- 新納鶴千代（1935年、新興キネマ） - 乳母・たね
- 己が罪（1936年、新興キネマ） - 老女お歌
- 大尉の娘（1936年、新興キネマ） - 吉兵衛の妻お豊
- 桜の園（1936年、新興キネマ） - 女中頭お島
- ☆愛怨峡（1937年、新興キネマ） - 産婆村井ウメ
- 泣くな嘆くな若人よ（1938年、新興キネマ） - 憲太郎の母よね
- 紀国屋文左衛門（1938年、新興キネマ） - 文左衛門の母お妙
- ☆あゝ故郷（1938年、新興キネマ） - 信吉の後妻おため
- 噫!南郷少佐（1938年、新興キネマ） - 南郷少将夫人
- 裁かるる女（1939年、新興キネマ） - 由紀子の叔母
- 模範孝女の殺人（1939年、新興キネマ） - 菊江の母お葉
- 玄海灘（1940年、新興キネマ） - みなと亭の女将
- 北極光（1941年、新興キネマ） - お常
- 舞ひ上る情熱（1941年、新興キネマ） - 周一の母記代
- 新雪（1942年、大映） - 金兵衛の妻
- 成吉思汗（1943年、大映） - ウェルエンケ
- 重慶から来た男（1943年、大映） - 徳太郎の妻とよ
- マライの虎（1943年、大映東京）- 谷豊の母・トミ
- 最後の帰郷（1945年、大映東京） - 片野伍長の母
- 犯罪者は誰か（1945年、大映東京） - 妻さき
- 愛よ星と共に（1947年、大映東京） - はるえの母
- ☆夜の女たち（1948年、松竹） - ポン引のおばさん
- かくて忍術映画は終りぬ（1948年、東横映画） - 母正子
- 検事と女看守（1949年、大映東京） - 滝なみ
- 異国の丘（1949年、新東宝） - 姑いく
- 虹男（1949年、大映東京） - 野々村かね
- 銀座カンカン娘（1949年、新東宝） - おだい
- 甲賀屋敷（1949年、新演伎座） - おたみ
- 湯の町エレジー（1949年、新東宝） - 大女将
- 真珠夫人（1950年、大映東京） - 唐沢婆やおたみ
- 細雪（1950年、新東宝） - 奥畑のばあや
- ☆雪夫人絵図（1950年、滝村プロ・新東宝） - さん
- 母ものシリーズ（大映東京）
  - 姉妹星（1950年） - けん
  - 瞼の母（1952年） - おむら
  - 呼子星（1952年） - とき子
  - 母子鶴（1952年） - 母お直
  - 母の湖（1953年） - しげ
  - 四人の母（1954年） - たけ
  - 母を求める子等（1956年） - おばさん
  - 母（1958年） - 炊事場主任
- めし（1951年、東宝） - 谷口しげ
- 結婚行進曲（1951年、東宝） - 婆や
- 馬喰一代（1951年、大映東京） - おのぶ
- 稲妻（1952年、大映東京） - おせい
- 生きる（1952年、東宝） - 喜一の妻・たつ
- 春の囁き（1952年、東京映画） - 片山兼子
- 煙突の見える場所（1953年、新東宝） - 野島加代
- 坊っちゃん（1953年、東京映画） - お清
- あにいもうと（1953年、大映） - りき
- 雁（1953年、大映） - お常
- 或る女（1954年、大映） - 婆やとめ
- 春琴物語（1954年、大映） - つぎ
- 潜水艦ろ号 未だ浮上せず（1954年、新東宝） - おちか
- 二十四の瞳（1954年、松竹） - 男先生の奥さん
- この広い空のどこかに（1954年、松竹） - 母しげ
- 明治一代女（1955年、新東宝） - お梅の母お兼
- 女の一生（1955年、松竹） - 母
- 次男坊判官（1955年、大映） - おしげ
- 亡命記（1955年、松竹） - 茶店の老婆
- 下郎の首（1955年、新東宝） - 雇婆お角
- あすなろ物語（1955年、東宝） - とみ
- 野菊の如き君なりき（1955年、松竹） - 民子の祖母
- 早春（1956年、松竹） - 北川しげ
- ☆赤線地帯（1956年、大映） - おたね
- 忘れえぬ慕情（1956年、松竹） - 藤田
- 日本橋（1956年、大映） - 清葉の母
- こぶしの花の咲くころ（1956年、松竹） - よねの母
- ここは静かなり（1956年、松竹） - 沼田の母
- 続二等兵物語 決戦体制の巻（1957年、松竹） - 柳トク
- 雪国（1957年、東宝） - 駒子の養母
- 東京暮色（1957年、松竹） - 小松の女主人
- 挽歌（1957年、歌舞伎座） - ばあや
- お姉さんといっしょ（1957年、松竹・桜映画社）
- 張込み（1958年、松竹） - 肥前屋の女主人
- 日日の背信（1958年、松竹） - 知子の母・つね代
- 氷壁（1958年、大映） - 小坂の母
- 猫は知っていた（1958年、大映） - 桑田ちえ
- 日蓮と蒙古大襲来（1958年、大映京都） - 弥三郎の女房
- この天の虹（1958年、松竹） - 修の母
- あなたと私の合言葉 さようなら、今日は（1959年、大映） - おでん屋のおかみ
- 細雪（1959年、大映） - 奥畑の婆や
- 荷車の歌（1959年、全国農村映画協会） - ヒナ
- からたち日記（1959年、歌舞伎座） - 一力の女将
- 山田長政 王者の剣（1959年、大映） - 日本人町の老婆
- 浮草（1959年、大映東京） - しげ
- 千姫御殿（1960年、大映） - おまき
- 次郎物語（1960年、松竹） - 祖母
- 歌行燈（1960年、大映京都） - お秀
- いろはにほへと（1960年、松竹） - 松本ミネ
- 切られ与三郎（1960年、大映京都） - お源
- 足にさわった女（1960年、大映東京） - 老婆
- めぐり逢う日まで・純白の巻（1961年、松竹）-横山みよ
- めぐり逢う日まで・真紅の巻（1961年、松竹）-横山みよ
- 喜劇 にっぽんのお婆あちゃん（1962年、M.I.I.プロ） - ざあませばあさんわか
- この日美わし（1962年、松竹） - 山水園の婆や
- 破戒（1962年、大映） - 鷹匠館の主婦
- 私は二歳（1962年、大映東京） - おばあさん
- クレージー映画（東宝）
  - ニッポン無責任野郎（1962年） - 中込うめ
  - クレージーメキシコ大作戦（1968年） - 鈴木うめ
- 女に強くなる工夫の数々（1963年、東宝） - 小川さだ
- 黒の死球（1963年、大映） - 祖母そで
- 乱れる（1964年、東宝） - 温泉場のおかみ
- ジャコ萬と鉄（1964年、東映） - タカ
- 駆逐艦雪風（1964年、松竹） - 木田のぶ
- 殺人者を消せ（1964年、日活） - お時
- おんな番外地シリーズ（東映）
  - おんな番外地 鎖の牝犬（1965年） - 松尾千代
  - 続・おんな番外地（1966年） - 松尾千代
  - 可愛いくて凄い女（1966年） - 飯島ゆき
- 恐山の女（1965年、フレンドプロ） - 下働きの女おみね
- 結婚相談（1965年、日活） - 鶴川時子
- 夜の青春シリーズ（東映）
  - 夜の悪女（1965年） - 腰塚てる
  - 夜の牝犬（1966年） - 吉堀きん
  - 赤い夜光虫（1966年） - 古谷こま
- 四畳半物語 娼婦しの（1966年、東映） - りく
- ひき逃げ（1966年、東宝） - 兼松久子
- かあちゃんと11人の子ども（1966年、松竹） - 産婆
- 浪曲子守唄（1966年、東映東京） - すぎ
- なつかしき笛や太鼓（1967年、東宝） - お婆ちゃん
- 乱れ雲（1967年、東宝） - 三島ぬい
- 君に幸福を センチメンタル・ボーイ（1967年、東宝) - 二ノ谷くら
- 春らんまん（1968年、東宝） - さだ
- 女と味噌汁（1968年、東京映画） - 老婦人
- 初恋宣言 (1968年、松竹)
- 孤島の太陽（1968年、日活） - お梅
- 喜劇 “夫”売ります!!（1968年、東映東京） - よね
- 妾二十一人 ど助平一代（1969年、東映東京） - 涌井つね
- ㊙女子大生 妊娠中絶（1969年、東映東京） - はな
- 夜の歌謡シリーズ（東映東京）
  - 夜の歌謡シリーズ 港町ブルース（1969年） - 和泉てい
  - 夜の歌謡シリーズ 悪党ブルース（1969年） - 名取かの
  - 夜の歌謡シリーズ おんな（1969年） - 望月セキノ
- 花札賭博 猪の鹿三番勝負（1970年、東映） - 中村せき
- 極悪坊主 念仏三段斬り（1970年、東映） - のぶ
- 経験（1970年、東映）
- 喜劇 右むけェ左!（1970年、東宝） - 祖母
- 女生きてます 盛り場渡り鳥（1972年、松竹） - ツエ
- 恍惚の人（1973年、芸苑社） - 門谷のお婆ちゃん
- 野良犬（1973年、松竹） - 食堂のおかみ
- しなの川（1973年、松竹） - 母親
- 伊豆の踊子（1974年、ホリ企画制作） - 茶屋の婆さん
- ある映画監督の生涯 溝口健二の記録（1975年、近代映画協会）
- 正義だ!味方だ!全員集合!!（1975年、松竹） - おたみ
- 男はつらいよ 寅次郎純情詩集（1976年、松竹） - 婆や
- トラック野郎・天下御免（1976年、東映） - 老婆
- 竹山ひとり旅（1977年、近代映画協会） - 寺の大黒さん
- 東京大空襲 ガラスのうさぎ（1979年、大映映像）
- 海潮音（1980年、ATG） - 宇島図世
- 愛しき日々よ（1984年、東宝） - 病院の老人
- パンツの穴 花柄畑でインプット（1985年、東映） - 南先生の祖母
- さびしんぼう（1985年、東宝映画） - 井上フキ
- 野ゆき山ゆき海べゆき（1986年、日本テレビ） - 地蔵参りの老婆
- ハチ公物語（1987年、松竹） - 煙草屋の内儀さん
- 日本殉情伝 おかしなふたり ものくるほしきひとびとの群（1988年、アートリンクス） - 車中の老婆
- 走れジュリー（1989年、ヒューマックス）

### テレビドラマ
- ここに人あり（NHK総合）
  - 第26・27回「他人の家」（1957年）
  - 第77回「壁さえぎるとも」（1959年）
- ミュージカル・ドラマ / あの日から…（1957年、NHK総合） - 弘の母・ふさ
- 東芝日曜劇場（KR→TBS）
  - 第91回「置手紙」（1958年）
  - 第149回「花ちりぬ」（1959年）
  - 第159回「山だち問答」（1959年）
  - 第216回「百円で結婚しましょう」（1961年）
  - 第224回「忍ぶ川」（1961年）
  - 第268回「続・忍ぶ川」（1962年）
  - 第369回「女優シリーズ 廓育ち」（1963年）
  - 第416回「父と子たち」（1964年）
  - 第486回「橸の鈴」（1966年）
  - 第689回「ありがとう私をお嫁さんにしてくれて…」（1970年）
  - 第890回「妻の春」（1973年）
  - 第1156回「松本清張おんなシリーズ・熱い空気」（1979年）
  - 第1228回「想思樹の歌」（1980年） - 新城カナ
- お好み日曜座 / はるあき（1958年、NHK総合）
- サンヨーテレビ劇場（KR）
  - 雁（1959年）
  - おいらん女中（1959年）
  - 鱧の皮（1959年）
  - トイレット部長（1960年）
  - 砂時計（1960年）
- 東芝土曜劇場（フジテレビ）
  - 第37回「地方記者」（1959年）
  - 第77回「卑怯者」（1960年）
  - 第132回「報酬は一割」（1961年）
  - 第138回「風前の灯」（1961年） - 佐藤てつ
- 三菱ダイヤモンド劇場 / 小指（1960年、フジテレビ）
- 百万人の劇場 / 足摺岬（1960年、フジテレビ）
- 夫婦百景（日本テレビ）
  - 第121回「部屋住み夫婦」（1960年）
  - 第123回「好伴侶」（1960年）
  - 第394回「物々交換」（1967年）
- 松本清張シリーズ・黒い断層 / 愛と空白の共謀（1961年、TBS）
- シャープ火曜劇場（フジテレビ）
  - 第1回「野菊の如く」（1961年）
  - 第34回「恋びと」（1962年）
  - 第52回「山の夕映え」（1962年）
  - 第74回「巣立ち」（1963年） - としばあさん
- 山本周五郎アワー 第23回「わたしです物語」（1961年、TBS） - 桃代
- 夜の十時劇場 / 庖丁（1962年、フジテレビ）
- 講談ドラマ / 花の天一坊（1962年、NHK総合）
- 嫁ぐ日まで 第11回「ある春の朝」（1963年、フジテレビ）
- 浪曲ドラマ / 春を呼ぶ宿 三世中村仲蔵（1963年、NHK総合）
- 新日本百景 第21回「苦るしきことのみ多かりき 桜島」（1963年、NHK総合）
- 七人の刑事（TBS）
  - 第113話「お婆ちゃん子」（1963年）
  - 第225話「ただ一度の疾走」（1966年）
- 大河ドラマ（NHK総合）
  - 赤穂浪士（1964年） - 安江
  - 太閤記（1965年）
  - 獅子の時代（1980年） - 平沼松子
- 日本映画名作ドラマ / 愛は海よりも深く（1964年、NET）
- 判決 （NET）
  - 第118話「第二の遺産」（1965年） - ウメ
  - 第194話「海よ青くかえれ」（1966年）
- 日産スター劇場（日本テレビ）
  - マダムと駅長（1965年）
  - おめかけさん廃業（1967年）
  - 家に七人の女ども（1967年）
- 木下恵介アワー / 記念樹（1966年、TBS） - キク
- 特別機動捜査隊 第256話「川のある町」（1966年、NET / 東映）
- 泣いてたまるか（TBS）
  - 第22話「月給43,200円」（1966年）
  - 第28話「ある結婚」（1967年）
  - 第47話「先生故郷へかえる」（1967年）
  - 第64話「あゝお父さん」（1967年）
- これが青春だ 第38話「全校突撃せよ」（1967年、日本テレビ / 東宝） - 陣内甚子
- 怪奇ロマン劇場 第2話「まぼろしの女」（1969年、NET）
- 銀河ドラマ / 一の糸（1969年、NHK総合）
- ザ・ガードマン 第243話「血闘 荒野の一匹狼」（1969年、TBS / 大映テレビ）
- プレイガール 第40話「勇み肌芸者衆」（1970年、12ch）
- あの娘がいいな（1970年、12CH） - くに
- 気になる嫁さん（1971年、日本テレビ） - 大杉たま
- 美しきチャレンジャー 第13話「恐るべき罠」（1971年、TBS）
- 清水次郎長 第17話「いのち三百六十日」（1971年、フジテレビ / 東映） - 石松の母
- ワン・ツウ アタック! 第13話「激突!」（1971年、12CH） - 山内監督の母
- 大忠臣蔵（1971年、NET） - おかや
- 鉄道100年 大いなる旅路（1972年、日本テレビ）
- パパと呼ばないで（1972年 - 1973年、日本テレビ） - そね
- 長谷川伸シリーズ 第15話「関の彌太ッぺ」（1973年、NET / 東映）
- キイハンター 第260話「生きていた幽霊」（1973年、TBS） - 新村しのぶ
- 顔で笑って 第15話「嫁さんのストライキ」（1974年、TBS） - 西郷たつ
- 右門捕物帖 第11話「顔のない女」（1974年、NET / 東映）
- 傷だらけの天使 第11話「シンデレラの死に母の歌を」（1974年、日本テレビ） - 初枝の祖母
- 白い滑走路（1974年 TBS） - 折井とめ
- 悪魔のようなあいつ（1975年、TBS） - 八村ハル
- フライパンの唄（1975年 - 1976年、TBS） - 亀山よね
- わが美わしの友（1975年11月15日、NHK総合） - 朝比奈ヒナ子
- さくらの唄（1976年、TBS） - 人形屋のおばあちゃん
- 特捜最前線（テレビ朝日 / 東映）
  - 第19話「亜矢子・十七才の哀歌」（1977年）
  - 第70話「スパイ衛星が落ちた海!」（1978年）
- 熱中時代・刑事編 第12話「熱中チーム九回逆転」（1979年、日本テレビ） - 稲田ヨネ
- 熱中時代 第2シリーズ 第17話「祖父母会とボートレース」（1980年、日本テレビ） - 松江
- 警視-K 第8話「わが子に捧げる犯罪」（1980年、日本テレビ）- 杉村千枝の母
- ミセスとぼくとセニョールと!（1980年 - 1981年、毎日放送） - たつ
- 御宿かわせみ（NHK総合）
  - 第1シリーズ 第13話「女難剣難」（1981年）
  - 第2シリーズ 第13話「源三郎の恋」（1983年） - およね
- 関ヶ原（1981年、TBS） - 老婆
- 警視庁殺人課 第16話「ダイナマイト殺人事件・幻のチャンピオン」（1981年、テレビ朝日）
- はまなすの花が咲いたら（1981年 - 1982年、TBS） - 百代
- 同心暁蘭之介 第24話「神を売った男」（1982年、フジテレビ） - 老婆
- 帰ってきた裸の大将放浪記（1984年、関西テレビ） - 海苔屋のおばさん
- ただいま絶好調! 第4話「88回目の母の日」（1985年、テレビ朝日）
- 土曜ワイド劇場 / ダイエット殺人事件（1985年5月18日、テレビ朝日）
- あぶない刑事 第1話「暴走」（1986年、日本テレビ）
- 君の瞳をタイホする! 第8話「俺達美女に変身?秘密クラブ潜入大作戦」（1988年、フジテレビ）
- 火曜サスペンス劇場 / 女弁護士・高林鮎子4 信州飯田線殺意の天竜峡（1988年、日本テレビ） - 木倉かね

### その他のテレビ番組
- オレたちひょうきん族（フジテレビ）
- ライオンのいただきます（フジテレビ） - 第1回ゲスト出演

### CM
- 京都・島津 - 五月人形
- 森永製菓 - つくんこ
- 春日井製菓 - グリーン豆

## 著書
- 『映画女優の半生』、東京演芸通信社、1925年
- 『映画わずらい』、六芸書房、1966年 ※菅井一郎、河津清三郎との共著
- 『浦辺粂子のあたしゃ女優ですよ』、四海書房、1985年 ISBN 4915629015
- 『映画道中無我夢中 浦辺粂子の女優一代記』、河出書房新社、1985年 ISBN 4309004121